# فرانکو رول
فرانکو رول (ایتالیایی: Franco Rol؛ زادهٔ ۱۸ ژوئن ۱۹۰۸ در تورین، درگذشتهٔ ۱۸ ژوئن ۱۹۷۷ در راپالو، جنوا) رانندهٔ مسابقات اتومبیل‌رانی فرمول یک اهل ایتالیا بود که از فصل ۱۹۵۰ تا ۱۹۵۲ در مجموع در پنج گراند پری شرکت کرد، اما موفق به کسب هیچ امتیازی نشد.
رول در ۱۸ ژوئن ۱۹۷۷ در راپالو، جنوا درگذشت.